# Maria Lúcia Vassalo Namorado
Maria Lúcia Vassalo Namorado Silva Rosa (* 1. Juni 1909 in São Pedro, Torres Novas; † 9. Februar 2000 in Lissabon) war eine Schriftstellerin, Dichterin, Journalistin, Aktivistin und Herausgeberin der Zeitschrift Os Nossos Filhos („Unsere Kinder“).

## Leben
Vassalo Namorado wurde als Tochter von António Florentino Namorado, einem republikanischen Kaufmann und Freimaurer aus Cano, Sousel, und Ana Perpétua Vassalo, aus Alcanena, Torres Novas, geboren, die aus einer bürgerlichen Familie stammte. Sie war die Cousine von Manuel António Vassalo e Silva, dem letzten Gouverneur von Portugiesisch-Indien, und der Schriftstellerinnen Maria Lamas und Alice Vieira.
Die ersten Jahre ihres Lebens verbrachte sie in ihrer Heimatstadt, wo sie auf Drängen ihres Vaters, der ein antiklerikaler Republikaner war, die staatliche Schule besuchte. Nachdem sie eine Vorliebe und ein Talent für das Schreiben entdeckt hatte, wurde sie von ihrem Vater ermutigt, ihr Studium fortzusetzen. Als sie zehn Jahre alt war, zog die Familie nach Lissabon. Sie besuchte das Liceu Maria Pia, später in Liceu Almeida Garrett umbenannt. Nachdem sie ein Jahr lang wegen einer Lungenerkrankung gefehlt hatte, brach sie, obwohl mit guten Leistungen, die Schule ab. 1928 kehrte sie nach Torres Novas zurück. Die Jahre an der Schule prägten sie früh zu Themen, die sie auch später verfolgen sollte, nämlich die Bedeutung der Bildung, den Kampf für die Rechte von Frauen und andere republikanische Ideale. Persönlichkeiten wie Sebastião de Magalhães Lima, Magalhães Lima, Maria Amália Vaz de Carvalho, Alice Pestana und Ana de Castro Osório beeinflussten ihre Ansichten zu diesen Themen.
1930 lernte sie während eines Urlaubs in Luso mit ihrer Mutter und Maria Cândida Caeiro, der jüngsten Tochter ihrer Cousine Maria Lamas, Joaquim Jerónimo da Silva Rosa, einen Angestellten aus Lorvão, Penacova, kennen, den sie zivil in Torres Novas und kirchlich in Coimbra heiratete. Drei Jahre später bekam sie in Penacova einen Sohn, den ersten von dreien.
Bis dahin hatte Vassalo Namorado nur Kurzgeschichten und Gedichte in einigen wenigen Zeitschriften veröffentlicht, wie A Renascença, A Mocidade: semanário da Liga da Mocidade Republicana und Portugal Feminino, und 1929 begann sie auf Einladung von Maria Lamas ihre wichtigste Mitarbeit in der Beilage von O Século, der Zeitschrift Modas e Bordados. Dreizehn Jahre lang unterzeichnete sie mit den Pseudonymen „Milú“, „Maria Lúcia“, „Tricana“, „Marianela“ und „Dona Experiência“, Artikel zu verschiedensten wie Kochrezepte, Tipps für die Kindererziehung, Ratschläge für Teenager oder auch Lösungen für häusliche Probleme.

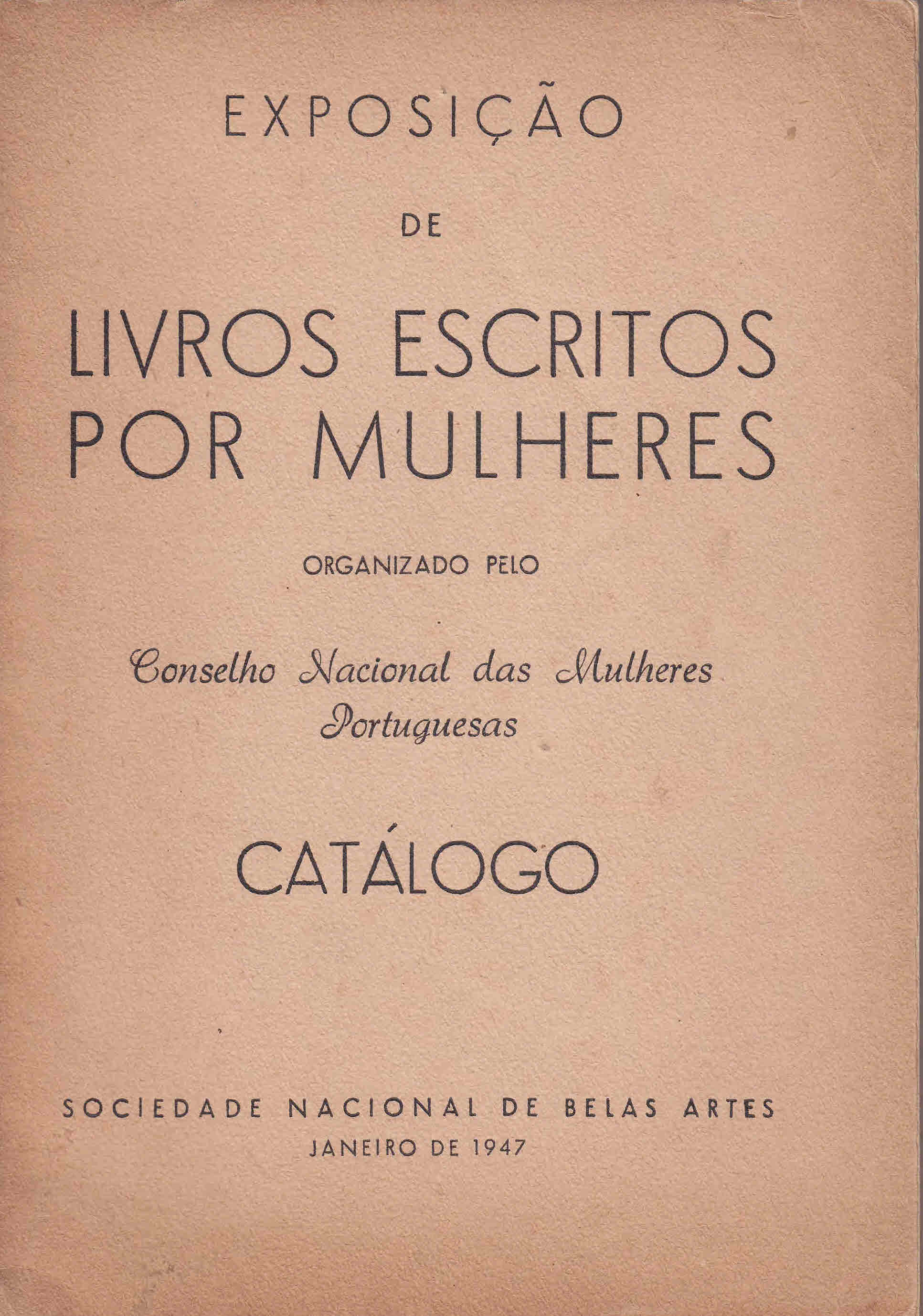
Umschlag des Katalogs der Conselho Nacional das Mulheres Portuguesas organisierten Ausstellung zu von Frauen geschriebenen Büchern, darunter drei Bücher von Vassalo Namorado (Januar 1947)

Ab 1932 begann sie ihre journalistische Laufbahn aktiver zu gestalten, indem sie zusammen mit ihrem Ehemann, dem Chefredakteur und Verleger der Zeitung Notícias de Penacova, vierzehntäglich für den Kinder- und Frauenteil der Zeitung schrieb. Zwischen März 1932 und Juli 1933 unterzeichnete Vassalo Namorado ihre Artikel unter ihrem Mädchennamen und dem Pseudonym „Qui-Quiriqui“ und berichtete über Weltereignisse wie das Frauenwahlrecht in Argentinien bis hin zu lokalen Ereignissen wie den Ausstellungen von Sarah Afonso und Eduarda Lapa in Lissabon. Im Jahr 1937 zog die Familie nach Golegã, wo sie ihr erstes Buch Negro e Cor de Rosa veröffentlichte. Drei Jahre später zog sie zurück nach Lissabon und schrieb in den folgenden Jahren A Mulher dona de casa (1943) und Joaninha quer casar: conselhos às raparigas (1944).
In den 1940er Jahren wurde sie auch gesellschaftlich aktiv. Sie wurde Mitglied der Liga Portuguesa de Profilaxia Social in Porto, wo sie die Gründung einer Kinderschutzliga (Liga Protectora da Infância) vorschlug, die allerdings nie verwirklicht wurde. Sie war Mitgründerin des Conselho Nacional das Mulheres Portuguesas, wo sie Sekretärin der Generalversammlung, Präsidentin des Propagandaausschusses (1945) und Teilnehmerin an der „Ausstellung der von Frauen geschriebenen Bücher“ war, die 1947 zur Schließung der Organisation durch das Regime des Estado Novo führte. Sie trat der Associação Feminina Portuguesa para a Paz und der Liga Portuguesa Abolicionista bei, letztere auf Einladung ihrer Freundin, der Schriftstellerin Fernanda Tasso de Figueiredo, und wurde 1948 deren Vizepräsidentin. Sie war auch Abonnentin der Schriften der Movimento de Unidade Democrática.
Im Juni 1942 begann sie im Bemühen um einen Beitrag zur gesellschaftlichen Entwicklung in einem zunehmend repressiven Umfeld und einer Wirtschaftskrise das Projekt einer eigenen Zeitschrift. Os Nossos Filhos („Unsere Kinder“), die sie mit finanzieller Unterstützung von António Júlio Vassalo, ihrem Cousin, und Spenden von António Emílio de Magalhães, einem Arzt aus Porto und Freund der Familie, leitete und herausgab. Monatlich veröffentlichte Vassalo Namorado eine Sammlung von Artikeln, Berichten, Essays, Informationen zu Konferenzen und Bildungswettbewerbe, die sich an die Eltern richteten. Zu den Mitarbeitenden gehörten sowohl regimetreue wie oppositionelle Frauen und Männer, darunter Maria Palmira Tito de Morais, Lília da Fonseca, Maria da Luz Albuquerque, Alice Vieira und Mário Castrim.  Als Themen wurden in der Zeitschrift einige der größten Probleme genannt, mit denen Mütter in ihrem Alltag konfrontiert waren: fehlende Bildung, fehlende Familienplanung oder Unterstützung für berufstätige Frauen sowie häusliche Gewalt und hohe Kindersterblichkeitsraten. Ein weiteres immer wiederkehrendes Thema war die Einrichtung von Schulbibliotheken als Mittel zur Bekämpfung des Analphabetismus sowie verschiedene Kampagnen zur Hilfe und Unterstützung benachteiligter Kinder, Behinderter oder auch von Opfern des Zweiten Weltkriegs. Für das letztere Thema wurde Vassalo Namorado im November 1947 für ihre Bemühungen mit dem Verdienstkreuz des Portugiesischen Roten Kreuzes (Cruz Vermelha Portuguesa) ausgezeichnet.
Neben der Zeitschrift gründete sie auch den Verlag und Vertrieb Os Nossos Filhos mit Sitz in Lissabon, in dem sie Werke von sich selbst und von Kinderbuchautoren wie Matilde Rosa Araújo, Virgínia Lopes de Mendonça, Maria Elisa Nery de Oliveira und Maria Isabel César Anjo veröffentlichte. Zudem leitete sie die vierzehntäglich gesendete 15-minütige Radiosendung Programa para as Mães im damaligen Rádio Clube Português.
Im folgenden Jahrzehnt nahm die Zensur die Zeitschrift ins Visier, insbesondere nachdem sich viele Mitarbeitende im Rahmen der Kandidatur von José Norton de Matos (1949) politisch engagierten. Vassalo Namorado musste sie zur Verwendung von Pseudonymen und „Selbstzensur“ auffordern, da sie bereits unter dem Verlust zahlreicher Abonnements litt, was die Zeitschrift mit Schließung bedrohte. Dies gefiel zwar nicht allen Beiträgern, sicherte aber mehreren vom Staat mit einem Arbeitsverbot belegten, wie Maria Palmira Tito de Morais und Maria Lamas, den Lebensunterhalt und erhielt die Zeitschrift. 1958 musste Vassalo Namorado von monatlichem Erscheinen auf nur noch eine Ausgabe pro Jahr umstellen und 1964 aufgrund zahlreicher finanzieller Schwierigkeiten und der Repressionen des Regimes ihre Tätigkeit einstellen.
Nach der Trennung von ihrem Mann war Vassalo Namorado Im Alter von 50 Jahren gezwungen, sich eine neue Existenz aufzubauen. Sie nahm ihr Studium wieder auf, um ihr Diplom als Vorschul- und Grundschullehrerin zu erwerben und an der Berlitz-Schule Englisch und Französisch zu lernen. 1959 wurde sie von ihrer Freundin Maria Amália Harberts Borges de Medeiros eingeladen, eine Stelle in der Fundação Sain anzutreten, dem ersten Zentrum zur Unterstützung der Wiedereingliederung von Blinden in Portugal. Dort freundete sie sich mit Bernardo Santareno und Fernanda Lapa an und begann, mit Helen Keller zu korrespondieren.
Vassalo Namorado wurde Mitglied des portugiesischen Gehörlosenverbands (Associação Portuguesa de Surdos), der portugiesischen Liga zum Schutz motorisch behinderter Menschen (Liga Portuguesa de Protecção aos Perturbados Motores), des portugiesischen Verbands für Erziehung durch Kunst (Associação Portuguesa para a Educação pela Arte), des International Board on Books for Young People (IBBY), der Cooperativa LUDUS, eine weitere Vereinigung zur Förderung von Kindern und Jugendlichen, und sie wurde als Mitglied des portugiesischen Schriftstellerverbands Sociedade Portuguesa de Escritores aufgenommen.
Sie arbeitete gelegentlich weiter in Zeitschriften und Magazinen mit, wie dem Jornal Magazine da Mulher, der Zeitschrift Nova Augusta in Torres Novas und der Wochenzeitung Rádio e Televisão, und häufiger im Diário de Lisboa und Comércio do Porto, mit Erzählungen und Geschichten auf der Kinderseite, während sie weiterhin Ratschläge zum Lesen für Eltern, zur Ernährung von Kindern und zu anderen Themen gab. Sie schrieb unter ihrem eigenen Namen und den Pseudonymen „Telma“, „Tia Luísa“ und „Tião“.
Sie veröffentlichte auch A História do Pintainho Amarelo (1966), eines der ersten Kinderbücher über die Rehabilitation von Blinden in Portugal, mit Illustrationen von Maria Keil, A História de um Bago de Milho (1968), „O Segredo da Serra Azul“ (1971) und die Sammlung „Os Livros da Grande Roda“ mit Kurzgeschichten anderer Autoren.
Vassalo Namorado arbeitete als Lehrerin für Kinderliteratur an der Escola João de Deus und an der Escola do Magistério Primário de Lisboa. Sie beteiligte sich an einer Alphabetisierungskampagne für Erwachsene, am 1. und 2. Kongress der portugiesischen Schriftstellerinnen und an verschiedenen Initiativen des Partido Comunista Português, obwohl sie nicht Mitglied war.
Vassalo Namorado starb 2000 in ihrem Haus in Lissabon. Ihr Nachlass wurde der Fakultät für Psychologie und Erziehungswissenschaften der Universität Lissabon gestiftet.